# Wanna play
«Wanna Play» —en español: «Quieres jugar»— es el segundo sencillo del grupo mexicano RBD, perteneciente a su primer disco en inglés Rebels. Fue lanzada como sencillo promocional el 17 de diciembre de 2006, sólo en los Estados Unidos.
Fue compuesta por Andrea Martin, RedOne y Bilal Hajji. Musicalmente, pertenece principalmente a los géneros de pop y pop latino con influencias de pop rock y electro pop. El sencillo fue incluido en el repertorio de la tercera gira mundial Tour Celestial 2007 de la agrupación. La canción no contó con vídeo musical.
La canción fue versionada en Grecia por la cantante Tamta y titulada «Agapo» para su segundo álbum Agapise Me lanzado en 2007.
- Datos: Q9095540